# 康王河
康王河，位于山东省肥城市境内，属于黄河水系。发源于泰山东北麓，在肥城市衡鱼村汇入汇河，为汇河最大的支流。龙山河系康王河支流:335。